# Thomas Alexander Scott

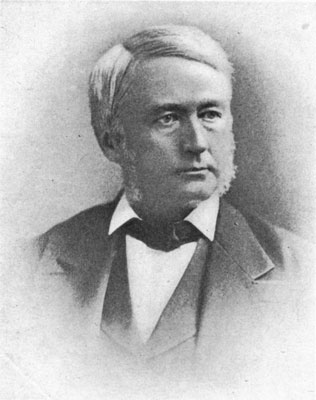
Thomas Alexander Scott

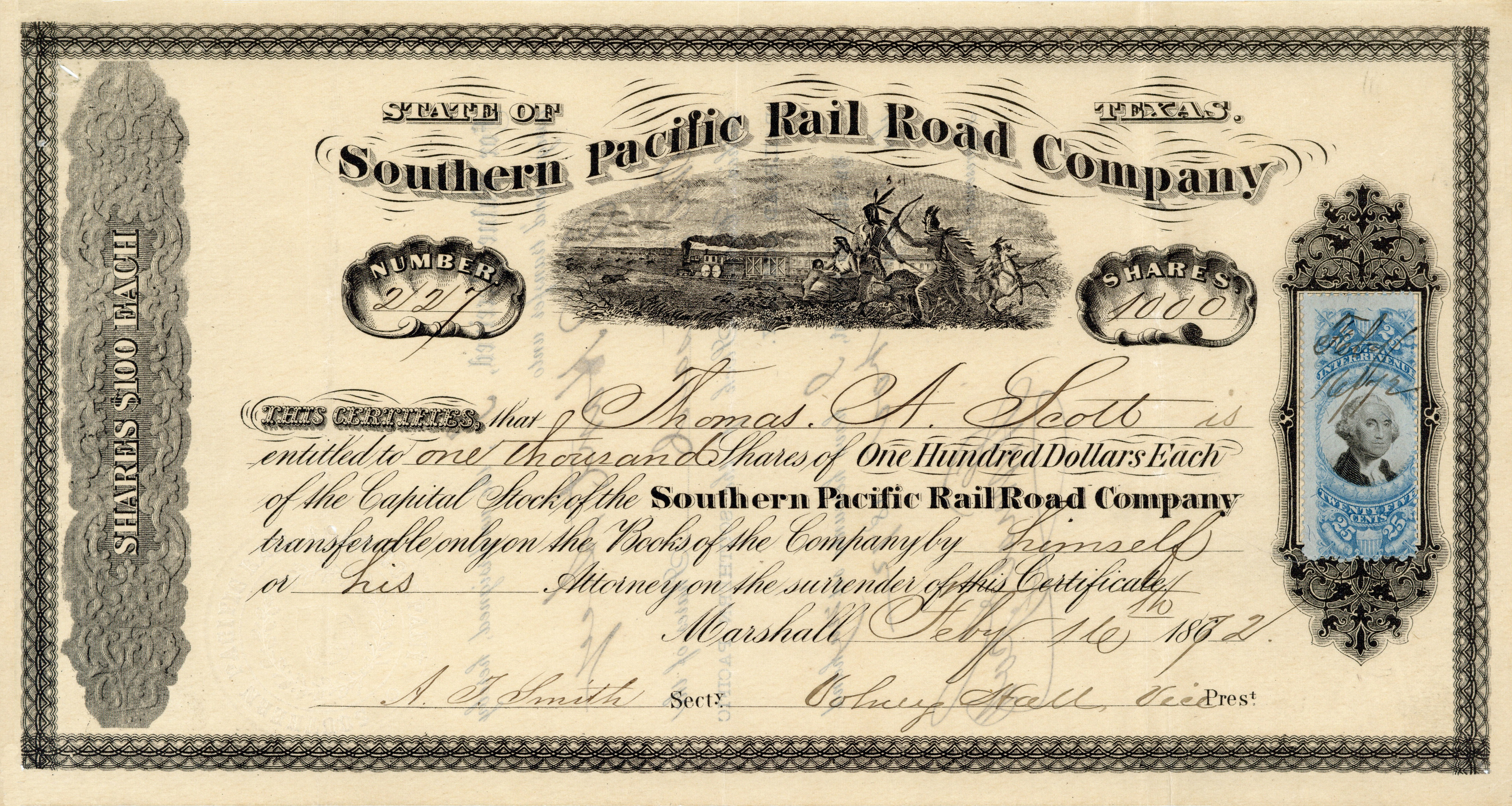
Aktie der Southern Pacific Railroad Company über 1.000 Anteile zu je 100 $, ausgegeben in Marshall, Texas am 16. Februar 1872, eingetragen auf ihren Präsidenten Thomas A. Scott

Thomas Alexander Scott (* 28. Dezember 1823 in Fort Loudoun, Franklin County, Pennsylvania; † 21. Mai 1881 bei Darby, Pennsylvania) war stellvertretender Kriegsminister im Amerikanischen Bürgerkrieg und eine der prominentesten Personen, die im öffentlichen Eisenbahnwesen der Vereinigten Staaten tätig waren. 
Scott entdeckte die Fähigkeiten des jungen Andrew Carnegie und trug somit zu dessen Erfolg bei.
Kurz vor seinem Tod stiftete er der Universität von Pennsylvania einen Lehrstuhl für Mathematik.
Scott starb auf seinem Landsitz Woodburn bei Darby im Delaware County am 21. Mai 1883.